# Anapodisma beybienkoi
Anapodisma beybienkoi är en insektsart som beskrevs av Rentz, D.C.F. och G.R. Miller 1971. Anapodisma beybienkoi ingår i släktet Anapodisma och familjen gräshoppor. Inga underarter finns listade i Catalogue of Life.